# Degradación del ARN mensajero mediada por mutación terminadora

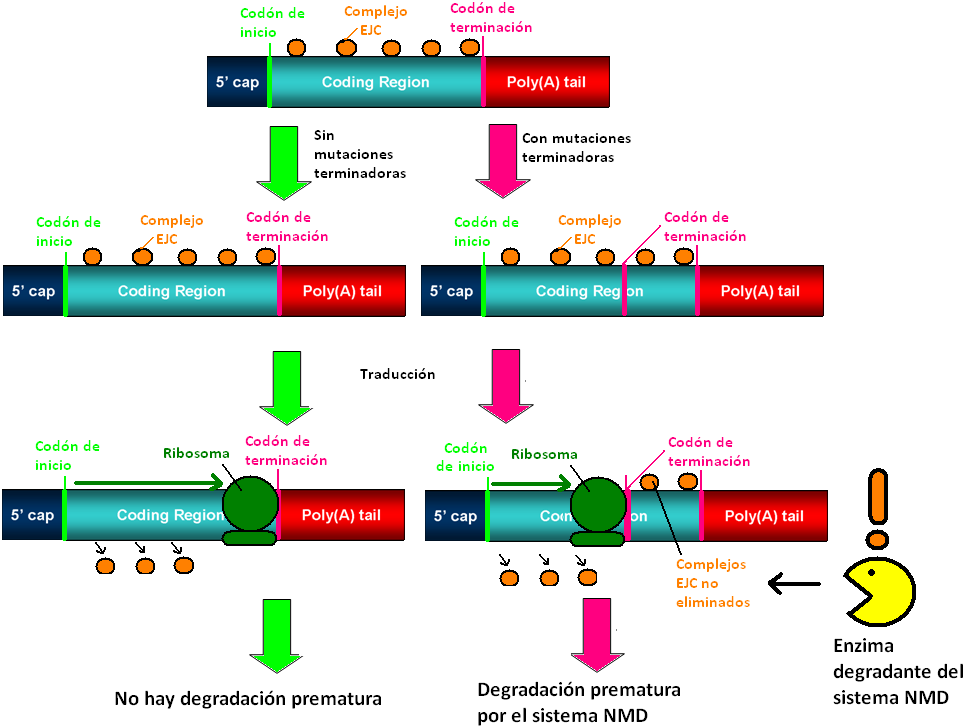
Mecanismo de funcionamiento del sistema NMD

La Degradación del ARN mensajero mediada por mutaciones terminadoras, más conocida por sus siglas en inglés: NMD (de Nonsense Mediated Decay) es un mecanismo celular de vigilancia del ARN mensajero para detectar mutaciones terminadoras (las que crean nuevos codones de paro) y evitar la expresión de proteínas truncadas o erróneas. En mamíferos, la NMD se inicia por el complejo de unión de exones (EJC) que se depositan durante el splicing del pre ARNm. Normalmente, un EJC es retirado por el ribosoma durante la primera ronda de traducción del ARNm. No obstante, si se da un EJC en un punto de la secuencia más allá ("downstream") del codón "sin sentido" (también llamado de parada o terminación), entonces este EJC aún permanecerá unido al ARNm cuando el ribosoma llegue al codón de terminación, y de ese modo servirá para desencadenar la NMD, ya que los factores proteicos implicados en esta función identifican la presencia de un EJC "corriente abajo" como un problema, de modo que el ARNm erróneo se degrada, por ejemplo mediante el exosoma. Con raras excepciones, un EJC no se deposita corriente abajo de un codón terminador. 
En otros organismos, como las levaduras o Drosophila melanogaster, la NMD se desencadena por un mecanismo completamente diferente. La clave de todo este mecanismo parece ser la secuencia del ARNm corriente abajo de o bien los codones terminadores prematuros o los naturales. 
El Proyecto Vega usa los siguientes parámetros en sus bases de datos para establecer un candidato de posible NMD: "Si la secuencia codificante ... de un transcrito finaliza >50pb a partir de un punto de splicing corriente abajo, se le anotará como NMD."